# Nada es color de rosa
Nada es color de rosa es el cuarto álbum de estudio y segundo inédito de la cantante mexicana de música pop Yuridia. Producido por el productor Ettore Grenci y grabado y mezclado por Fabrizio Simoncioni, fue lanzado al mercado el 29 de septiembre de 2009 en México y el 13 de octubre del mismo año en Estados Unidos y Puerto Rico. Y a finales del mes de mayo de 2010 en Colombia y Venezuela.

## Lanzamiento y promoción
El 2 de octubre Yuridia presentó su disco en México, en conferencia de prensa donde dijo sentirse contenta del resultado de este disco. A dos semanas de su lanzamiento, se convirtió en número 1 en ventas de Amprofon.
En Estados Unidos, logró debutar en el # 4 del Latín Pop Albums; siendo este disco el más alto debut que ha logrado en esta lista y # 16 del Latin Albums de Billboard y # 14 de Monitor latino. El álbum a un mes de haber salido a la venta logró disco de oro en México, por más de 45 000 copias vendidas. Platino por más de 80 000 y Platino más Oro por cerca de 120 mil copias vendidas.
En el 2009 la Amprofon, saco la lista de los discos más vendidos del año y Nada es color de rosa, logró posicionarse en el número 20 con 15 semanas y número 12 en pop en español. Logró la posición número 63 de lo más vendido en México según la Amprofon con un total de 42 semanas en el Top 100.

## Sencillos
«Irremediable», publicado el día lunes 29 de junio de 2009 en México y Centroamérica y el lunes 3 de agosto para los Estados Unidos. El video de la canción se estrenó en la primera quincena del mes de octubre. «Me olvidarás» es el segundo sencillo, siendo una nueva balada, salió en la radio a finales del mes de noviembre de 2009.
«Contigo» es el tercer sencillo a promocionar del disco, salió a principios del mes de mayo en México. «No me preguntes más» es el cuarto y último sencillo a promocionar del disco. Salió a rotación el lunes 18 de octubre en México. 

## Lista de canciones
| N.º | Título                | Escritor(es)                                                   | Director(es) | Duración |  |
| 1.  | «Irremediable»        | Julio Ramírez, Mónica Vélez, Etore Grenci                      | Etore Grenci | 3:50     |  |
| 2.  | «Contigo»             | Etore Grenci, Cecy Leos                                        | Etore Grenci | 3:41     |  |
| 3.  | «Llévame»             | Etore Grenci, Cecy Leos, Francesco Chiari                      | Etore Grenci | 4:10     |  |
| 4.  | «Un paso más»         | Etore Grenci, Fernando Pantini, Cecy Leos                      | Etore Grenci | 3:45     |  |
| 5.  | «Como la marea»       | Etore Grenci, Mónica Vélez                                     | Etore Grenci | 4:13     |  |
| 6.  | «Me olvidarás»        | Fernando Pantini, Mónica Vélez                                 | Etore Grenci | 4:13     |  |
| 7.  | «Sin miedo de caer»   | Etore Grenci, Fernando Pantini, Mónica Vélez                   | Etore Grenci | 4:18     |  |
| 8.  | «Sobrenatural»        | Etore Grenci, Fernando Pantini, Francesco Chiari, Mónica Vélez | Etore Grenci | 3:44     |  |
| 9.  | «Todas las noches»    | Yuridia Gaxiola, Etore Grenci, Fernando Pantini, Julio Ramírez | Etore Grenci | 4:07     |  |
| 10. | «Amor en desamor»     | Fernando Pantini, Julio Ramirez, Angela Davalos                | Etore Grenci | 3:51     |  |
| 11. | «No me preguntes más» | Etore Grenci, Francesco Chiari, Mónica Vélez                   | Etore Grenci | 4:00     |  |

| Bonus (Exclusivo Para itunes & Mixup Digital |                |               |              |          |  |
| N.º                                          | Título         | Escritor(es)  | Director(es) | Duración |  |
| 12.                                          | «Me Faltas Tú» | César Miranda | Etore Grenci | 3:53     |  |

## Posicionamiento en listas

### Semanales
| País           | Lista              | Mejor posición |
| -------------- | ------------------ | -------------- |
| México         | AMPROFON           | 1              |
| Estados Unidos | Top Latin Albums   | 14             |
| Estados Unidos | Latin Pop Albums   | 4              |
| Estados Unidos | Heatseekers Albums | 26             |

## Certificaciones
| País   | Organismo certificador | Certificación | Ref.   |
| ------ | ---------------------- | ------------- | ------ |
| México | AMPROFON               | Platino       | [ 10 ] |